# Scotopteryx albida
Scotopteryx albida är en fjärilsart som beskrevs av Cockerell 1889. Scotopteryx albida ingår i släktet backmätare, och familjen mätare. Inga underarter finns listade.